# 五氟丙酸
五氟丙酸是一种全氟羧酸，化学式为C2F5COOH。它可由五氟碘乙烷和乙炔反应，再经高锰酸钾氧化制得。它也可由丙酰氟在氟化氢中电解得到。它和1,2-苯二胺反应，可以得到2-五氟乙基-1H-苯并咪唑。